# Luzy-Saint-Martin
Luzy-Saint-Martin è un comune francese di 108 abitanti situato nel dipartimento della Mosa nella regione del Grand Est.

## Società

### Evoluzione demografica
Abitanti censiti